# Ginés Sánchez Torres
Ginés Sánchez Torres (Betanzos 19 januari 1928 – Algeciras, 20 augustus 1999) was een Spaans componist en saxofonist.

## Levensloop
Sánchez Torres kreeg zijn eerste muzieklessen op achtjarige leeftijd. Als hij 10 jaar was soleerde hij als violist met het "Symfonieorkest van Pontevedra" en in verschillende zalen. In 1944 begon hij zijn studie harmonie en saxofoon in Madrid. Vanaf 1983 was hij saxofonist in verschillende militaire harmonieorkesten, waaronder de militaire kapel van het "Regimento de Aragón nº 17 en Málaga" en vooral bij de bekende "Banda de Soria 9 de Sevilla. Met het laatstgenoemd harmonieorkest heeft hij ontelbare keren geparadeerd na de meest populaire broederschappen in Sevilla.
Met het componeren van processiemarsen begon hij in 1990, gericht op de zogenoemde klassieke Andalusische stijl. Hij schreef naast de "Himno a Nuestra Señora de los Dolores en su Soledad Coronada" (1996) rond 50 werken van verschillende muzikale stijl.

## Composities

### Werken voor harmonieorkest

#### Processiemarsen
- 1990 Cristo de los Gitanos (de Sevilla)
- 1990 Virgen de Gracia de Gelves
- 1991 Arrorró -Reina de San Román (A la Virgen de las Angustias, Dolorosa Titular dela Hermandad de los Gitanos)
- 1991 Nazareno de la Sentencia de Málaga
- 1991 Virgen del Carmen (imagen veneradas en San Gil)
- 1991 Virgen del Mayor Dolor (Hermandad de la Carretería)
- 1992 Sevilla Llora
- 1992 Virgen de Guadalupe (Hermandad de las Aguas)
- 1992 Virgen del Rocío de Málaga
- 1993 Cristo del Perdón de la hermandad de los Dolores del Puente de Málaga
- 1993 Guadalupe Reina del Arenal
- 1994 "Cristo de la Expiración" de Málaga
- 1994 Alma Andaluza
- 1994 Virgen del Cerro
- 1995 Málaga a su Virgen de la Victoria
- 1995 Reina de los cielos de Málaga
- 1995 Reina de San Julián (Virgen de las Penas de Málaga)
- 1996 Himno a Nuestra Señora de los Dolores en su Soledad Coronada (para la coronación de la Virgen de la Soledad de Alcalá del Río)
- 1996 Virgen de las Nieves
- 1997 Málaga Cofrade
- 1997 Virgen de la Victoria
- 1998 Ángeles de Triana (Esperanza de Triana)
- 1999 Cristo de Medinaceli
- Pasa la Virgen de los Dolores de Málaga.

- Biblioteca Nacional de España: XX1043107
- Virtual International Authority File: 86626074
- WorldCat: E39PBJk4DPKc9DkHdHq89q9kXd